# Palestyna na Letnich Igrzyskach Olimpijskich 1996
Palestynę na Letnich Igrzyskach Olimpijskich 1996 reprezentował jeden zawodnik.

## Skład kadry

### Lekkoatletyka
Mężczyźni
- Majdi Abu Marahil - bieg na 10 000 m (niezakwalifikowany)